# Piotr Hain
Piotr Hain est un joueur polonais de volley-ball né le 26 février 1991 à Tarnowskie Góry (voïvodie de Silésie). Il mesure 2,07 m et joue central. Il est international polonais.

## Clubs
| Club        | De        | À   |
| ----------- | --------- | --- |
| AZS Olsztyn | 2010-2011 | ... |